# Tinkers Creek Aqueduct
Le Tinkers Creek Aqueduct est un pont-canal du comté de Cuyahoga, dans l'Ohio, aux États-Unis. Protégé au sein du parc national de Cuyahoga Valley, il permet à l'Ohio and Erie Canal de franchir la Tinkers Creek. Il est inscrit au Registre national des lieux historiques depuis le 11 décembre 1979.